# Sint-Amanduskerk (Beernem)
De Sint-Amanduskerk te Beernem in de Belgische provincie West-Vlaanderen is een katholieke kerk, gelegen aan de Bloemendalestraat in het oude dorpscentrum.

## Geschiedenis

### Vroege middeleeuwen
Alhoewel de huidige kerk dateert van 1901, ligt de oorsprong van het bedehuis eeuwen in het verleden.
Reeds in 847 verordende de Franse koning Karel de Kale (Charles II le Chauve) dat er voor Beernem altaarrechten werden toegekend aan de abdij van Sint-Amands-aan-de-Skarpe.
Dit betekent evenwel niet, dat de toenmalige kerk ook door die abdij gebouwd werd. Welke autoriteit het gebedshuis (vermoedelijk in leem) in die tijd heeft opgetrokken, is niet bekend. Het eerste stenen gebouw dateert wellicht van ongeveer 1150.

### Hoge middeleeuwen
De Doornikse bisschop Walter de Marvis bepaalde tijdens een plaatselijke rondreis de afbakening van de Beernemse parochie ("Berneham") op vrijdag 12 september 1242.

### Vroegmoderne tijd
Op 12 mei 1559, werd de parochie, ingevolge een besluit van paus Paulus IV, overgeheveld van het bisdom Doornik naar het bisdom Brugge.
Na 1580, tijdens het koningschap van Filips II van Spanje, heer der Nederlanden, werd de kerk naar aanleiding van de godsdienstongeregeldheden vernield.
Dit gebeurde tijdens het pastoorschap van E.H. Vlieghe.
In 1608 werd een beperkte herstelling verwezenlijkt.
Jaren later, vanaf 8 mei 1635, bemeubelde pastoor Boudewijn de Manghelaere de kerk opnieuw. Naderhand, in 1644, bouwde hij het middenkoor en de Onze-Lieve-Vrouwekapel in gotische stijl weer op, waarna hij op Goede Vrijdag 1651 naar Rome vertrok.

### Moderne tijd
Ten tijde van de Franse Revolutie was Arnoldus Joannes Cools (1734 - 16 april 1816) pastoor in Beernem. Zoals het merendeel der geestelijkheid had hij onder de Franse overheersing veel te lijden: zo werd hem in 1794 een schatting van 2800 Vlaamse pond opgelegd. Doordat hij de eed van trouw aan het Franse bestuur weigerde af te leggen, was hij genoodzaakt de kerkelijke dienst te staken en onder te duiken: de kerk werd verzegeld, de meubelen aangeslagen en verkocht of vernietigd.
Spoedig werden (in 1798) de klokken door de Fransen uit de toren geroofd, naar Brugge overgebracht en vernield.
De toestand stabiliseerde vanaf 1802: na een sluiting die acht jaren duurde, opende de kerk wederom haar deuren. Pastoor Cools nam zijn taak weer op zich, tot aan zijn dood in 1816, op 82-jarige leeftijd.

### Industriële revolutie

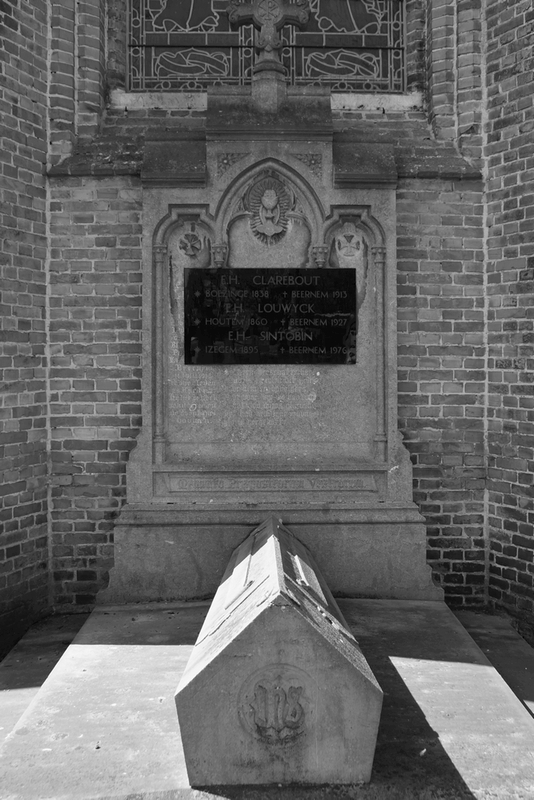
Graf van pastoor Amedee Desire Clarebout, gelegen tegen de koormuur.

Gedurende de 19-de eeuw was er een zeer belangrijke bevolkingstoename. Zo groeide  tussen 1841 en 1895 het aantal Beernemse inwoners met ongeveer vijftig percent. Daaruit volgde dat de bidplaats in 1837 onder leiding van pastoor Van De Venne vergroot werd naar de plannen van provinciaal architect Van Caneghem.
Toch bleef ze te klein. Amedee Desire Clarebout (Boezinge 27 september 1838 - Beernem 25 juni 1913) werd als pastoor aangesteld op 19 september 1888. Hij nam het initiatief om de toenmalige kerk in 1901 te laten slopen en te vervangen door de huidige neogotische tempel. De plannen -getekend door de Brugse architect René Buyck- werden door de kerkelijke autoriteiten en door het gemeentebestuur goedgekeurd op 20 februari 1900. Anderhalf jaar later, op maandag, 23 september 1901, vond de eerstesteenlegging plaats en nog een jaar later, op 29 september 1902 wijdde bisschop Waffelaert met een plechtige ceremonie de nieuwe kerk.
Na het overlijden van pastoor Clarebout, nam Gustaaf Louwyck (Houtem 1860 - Beernem 1927) de leiding van de parochie (van 1913 tot 1927). Tijdens de Eerste Wereldoorlog, op het ogenblik dat het Duitse leger zich een tocht door Beernem baande, luidden de doodsklokken voor de pas overleden Serafina Wybo. Het Duitse leger vermoedde evenwel achter dit klokkengelui een afgesproken signaal aan de wegtrekkende geallieerde legers en liet terstond pastoor Louwyck aanhouden. Pas nadat de Duitsers de visu het bestaan van ‘t lijk van wijlen Serafina Wybo hadden geverifieerd, en nadat de pastoor een bijkomende nacht als gijzelaar in het het kasteel van Beernem had verbleven, werd hij weer in vrijheid gesteld.
Ten gevolge van dit voorval luidden de klokken niet meer gedurende de vier jaren van WO I. Slechts op 20 oktober 1918, tijdens de intocht van de Belgische soldaten, was er opnieuw klokkengelui.
Tijdens de Tweede Wereldoorlog, in februari 1944,  stalen de Duitse troepen de twee grootste klokken (870 kg en 620 kg), teneinde ze te benutten voor hun metaalbehoeften. De bezetting van België duurde nog 7 maanden, tot 17 september 1944. Dit was voor het Duitse leger, ten einde krachten, evenwel niet voldoende om nog voordeel te halen uit de roof. Bijgevolg konden de klokken in november 1945 wederom in de toren worden opgehangen.

## Exterieur
De thans bestaande driebeukige hallenkerk is gebouwd met oranje-rode baksteen. Elke beuk rust onder een zadeldak, terwijl de ietwat vooruit staande toren -versterkt met steunberen- acht galmgaten heeft. Op de spits bemerkt men vier dakkapellen.
Aan weerszijden van het koor staan bijgebouwen. In de Hoornstraat is aan de flank, nabij de toren, een doopkapel ingericht. Ze werd niet gelijktijdig met de kerk gebouwd, maar pas later, tijdens het bestuur van pastoor Louwyck, en werd ontworpen door architect R. Schelstraete.
De kerk is aan twee kanten omgeven door een kerkhof, waarvan de goed onderhouden grafmonumenten getuigen van respect voor de doden.
Tegen de koormuur staat het graf van pastoor Clarebout († 1913).  De parochiepriesters Louwyck alsook Sintobin werden hier in hetzelfde graf bijgezet.
Centraal op de begraafplaats vormt de monumentale grafkapel van de families de Vrière, Van der Stegen de Schrieck en Snoy een opvallend element. Ze werd gebouwd in 1896, wegens het afsterven van mevrouw Léonide Mulle de Terschueren (1828 - 1896), weduwe van Etienne-Charles-Hyacinte ridder de Vrière. De opdrachtgever voor de bouw was naar alle waarschijnlijkheid hun zoon, ridder Etienne de Vrière junior.

## Interieur

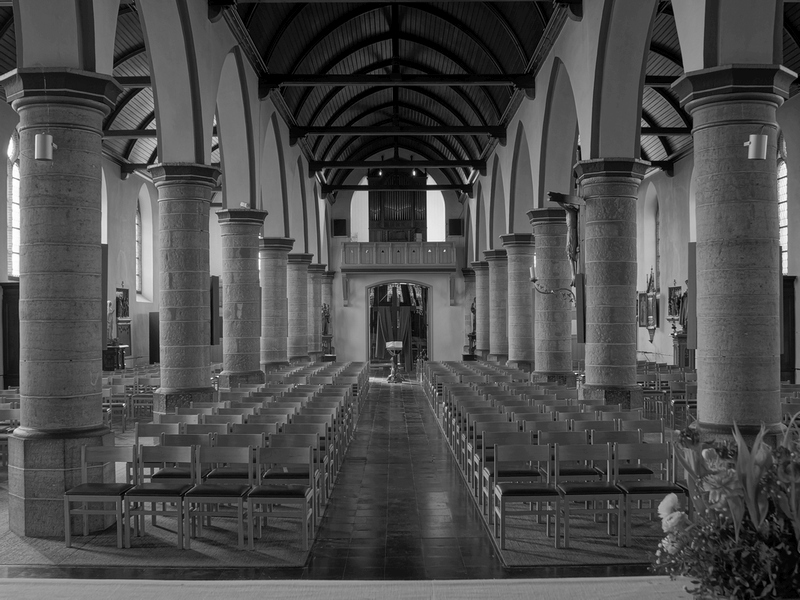
Middenbeuk (achteraanzicht).

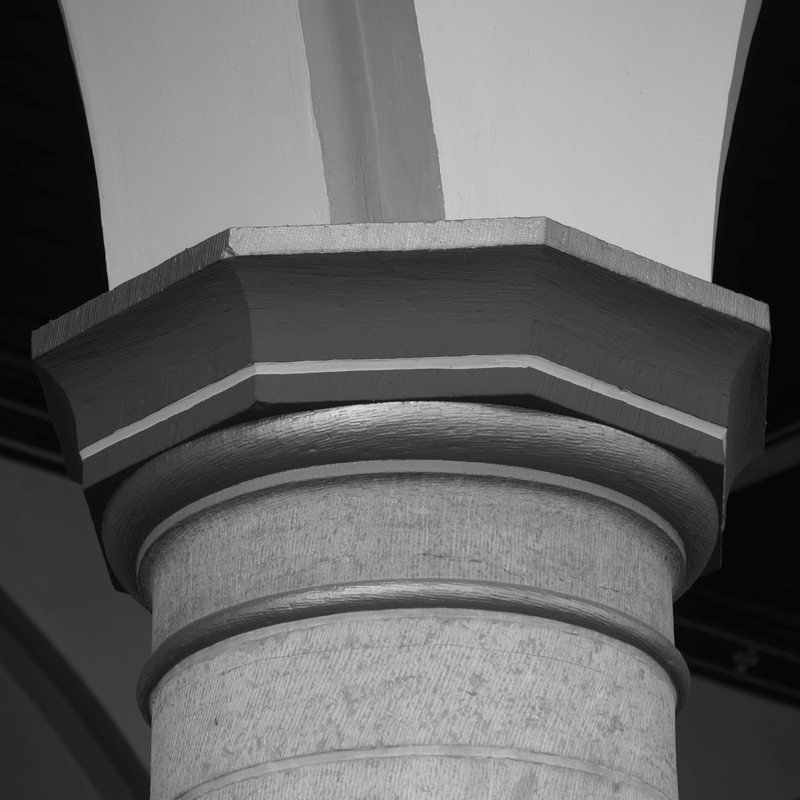
Kapiteel van een pilaar in blauwe hardsteen.

Het interieur bestaat uit een middenbeuk met twee smalle zijbeuken, een kruisbeuk en een koor.
Bruine geverniste houten tongewelven overdekken de ruimte. Ze worden gedragen door opvallende oude pilaren in blauwe hardsteen, waarvan er vier van de vorige kerk behouden werden.
Voornamelijk in de loop van de 19-de eeuw werden vele voorwerpen van de toenmalige barokke inboedel vervreemd. De opbrengst van die voorwerpen diende in hoofdzaak voor de vergrotingswerken van 1837.

### Middenbeuk
Een gebeeldhouwd neogotisch missiekruis, waarvan de noch de maker noch de exacte periode gekend zijn, is indrukwekkend aanwezig.
Men vermoedt dat dit kruis dateert van de eerste helft der 20-ste eeuw.

### Hoogkoor

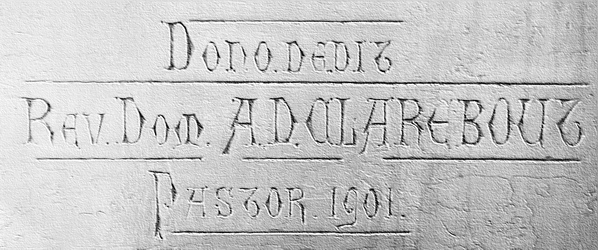
Inscriptie op het hoofdaltaar. Vermeldt de naam van de schenker, in casu: pastoor Clarebout.

Tegen het gewelf bemerkt men de symbolische voorstellingen van de vier evangelisten. 
Het neogotische hoofdaltaar werd in 1901 ontworpen door baron Emmanuel de Bethune (° 1869, † 1909), en gemaakt door E.J. Lelan-Declerck uit Kortrijk. Kunstschilder Victor Reynaert uit Sint-Gillis (Brugge) polychromeerde het retabel.
Op het hoogste niveau ervan ziet men in haut-reliëf drie voorstellingen uit het evangelie:
- de Vermenigvuldiging van de broden;
- het Laatste Avondmaal;
- de Dood van Christus op de Kalvarieberg.

Eronder, op het niveau van de offertafel, prijkt een voorstelling van musicerende engelen, die een banderol dragen met erop een latijnse tekst: "Panis angelorum, cibus viatorum" wat betekent: "Brood der engelen, voedsel voor pelgrims".
Op de zijkant leest men: “Dono dedit Rev. Dom. A. D. Clarebout Pastor 1901”. Deze tekst toont aan dat het altaar een gift was van pastoor Clarebout die veel van zijn persoonlijke middelen aan de kerk opofferde.
Het tabernakel in messing, daterende uit de beginperiode van de huidige kerk, is het oeuvre van de edelsmeden J. Wilmotte & Fils uit Luik.
De glas-in-loodramen van de koorsluiting stellen in hoofdzaak voor:
- links: de martelaar Stephanus en Adela (anno 1895);
- midden: het Heilig Hart van Jezus en voedstervader Jozef, in 1901 geschonken door Albin Devos-Segers, die voorzitter was van de kerkfabriek;
- rechts: Maria en Agnes, in 1895 geschonken ter nagedachtenis van de Eerste communie van de Weledele juffers Maria en Agnes de Vrière.

Deze ramen zijn het werk van het Atelier Coucke uit Brugge. De middelste ramen werden slechts geleverd na het overlijden van glazenier Samuel Coucke, en zijn wellicht het exclusieve werk van diens zonen.
Tussen het koor en de zijbeuken staat het koorgestoelte welk eveneens dateert van 1901. 

### Viering
Centraal in de viering bevindt zich de nieuwe altaartafel die naar aanleiding van liturgische hervormingen in gebruik werd genomen. Ze is vervaardigd uit hout en is verfraaid met bas-reliëfs die onder meer de evangelisten voorstellen. Deze versieringen werden gerecupereerd van de voormalige (in 1901 door pastoor Clarebout geschonken) preekstoel. Die kansel was destijds ontworpen door Emmanuel de Bethune en gemaakt door E.J. Lelan-Declerck (Kortrijk). Hij raakte tijdens de tweede helft van de 20-ste eeuw in onbruik.

### Kruisbeuk

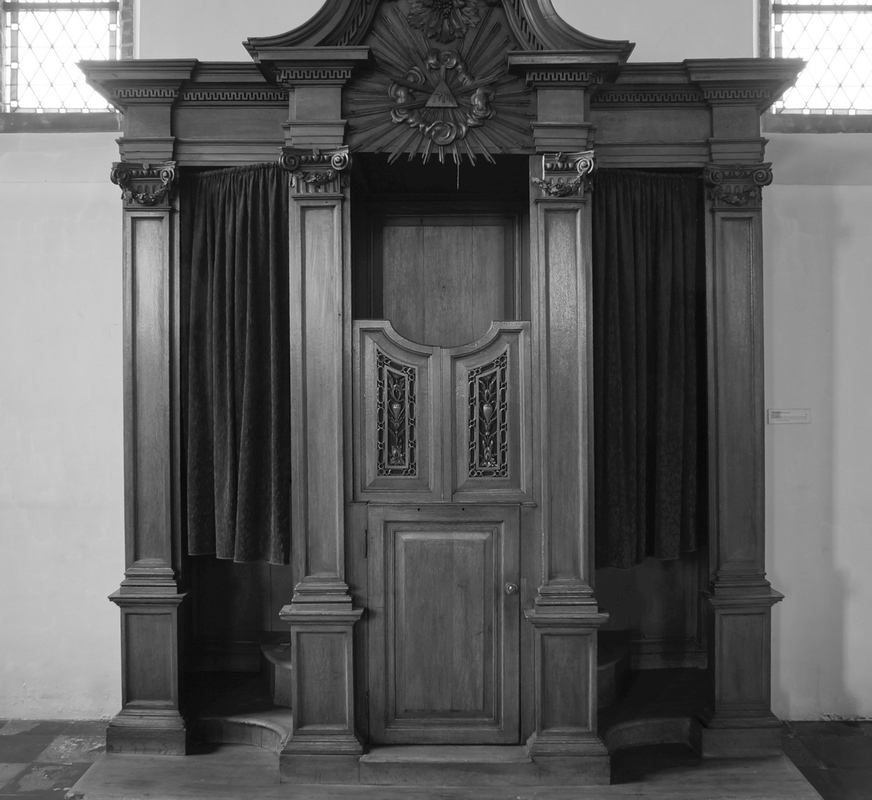
Biechtstoel in de kruisbeuk, gemaakt door Livinus Gilles.

Livinus Gilles (een Beernemse schrijnwerker) bouwde in 1784 twee biechtstoelen van het half open type. Zij staan in het dwarsschip opgesteld. Een copij van dit meubilair bevindt zich in de zijbeuken, hetgeen het totaal aantal biechtstoelen op vier brengt.
Men ziet in het transept de volgende glas-in-loodramen:
- Theresia en Cecilia, geschonken door mevr. Charles van Outryve d'Ydewalle (geboren Aronio de Romblay);
- Vincentius a Paulo, geschonken door het echtpaar Charles Baillieu d’Avrincourt & Victorine van Outryve d’Ydewalle;
- Antonius van Padua. Dit was een gift van het echtpaar Eduard Le Mesre de Pos & Charlotte Baillieu d’Avrincourt.

De ramen werden alle gemaakt door Jules Dobbelaere uit Brugge.

### Zijbeuken
De kruisweg bestaat uit bas-reliëfs (onlosmakelijk in het stuc verwerkt) gemaakt door de Borgerhoutse beeldhouwer Jean-François De Vriendt. De polychromie is het oeuvre van kunstschilder Victor Reynaerts uit Sint-Michiels (Brugge). 
Recollectenpater Celestinus Desmet zegende de kruisweg in, op zondag 21 september 1902.
Nabij de viering zijn kerkbanken opgesteld. Deze werden omstreeks 1901 vervaardigd. Ze waren destijds voorbehouden aan de leden van de kerkfabriek en van de Openbare Onderstand.
Ter hoogte van het priesterkoor ziet men twee zijaltaren:
- links het altaar van Onze-Lieve-Vrouw van Altijddurende Bijstand;
- rechts het altaar van Sint-Amandus.

Beide werden omstreeks 1901 ontworpen, gebeeldhouwd en gepolychromeerd door dezelfde personen als het hoofdaltaar.
Het eerste was een gift van de heer Albin Devos-Segers, het tweede werd geschonken door het klooster van Beernem.
In de onmiddellijke nabijheid prijken glas-in-loodramen die heiligen voorstellen:
- Carolus-Borromeüs en Juliana, geschonken door Charles Haus en Carolina van Belle. Onderaan staan de wapenschilden van Charles Haus en Caroline van Belle;
- Amandus. Hier ziet men Amandus afgebeeld met zijn mijter en met een kerkmodel in zijn handen. Onderaan staat het wapen van Balthazar baron Haus, grootoom van Charles Haus;
- Barbara. Deze heilige wordt afgebeeld met haar attributen: een palmtak en een zwaard. Onderaan ziet men het wapen van Marie-Barbe Stang, grootmoeder van Charles Haus.

De ramen zijn het oeuvre van de Zonen Coucke en werden geleverd in het eerste kwart van de 20-ste eeuw.

### Doopkapel
De doopkapel herbergt een doopvont in hardsteen, door Istraëll Jansens geschonken ter aandenken van zijn echtgenote en kinderen. Zij draagt de volgende inscriptie in gotische kalligrafie en Middelnederlands: “Ick Istraëll Jansens Inghelsman ende Oppermeester vande Zuydtleye, met Anna Prette myn wettelick huysvrouv ligghende hier begraven met heur twee kindekens, hebben ter eere Godts ende Maria verheeven dese vonte inde kercke van Beernem ghegheven anno XVI C XIX”.

### Doksaal
Op het doksaal werd een  Maximilianus Van Peteghem-orgel (Gent) uit 1852 geplaatst. Dit toestel is afkomstig van de vorige kerk en heeft aanpassingen ondergaan:
- in 1887 door Louis Hooghuys (Brugge),
- in 1903 bij de plaatsing in de huidige kerk.

In 1921 werd een herstelling uitgevoerd door Jules Anneessens-Tanghe uit Menen.

### Klokken
- Drie klokken, alle vervaardigd door de Leuvense klokkengieterij M.A.L.J. Van Aerschodt, hangen in de toren. Ze zijn overgekomen uit de vorige kerk en werden bekostigd met de giften van gelovigen en lokale notabelen.
- De grootste (870 kg) en de kleinste (376 kg) werden gegoten in 1860. De derde weegt 620 kg en werd in 1864 gegoten.
- De zwaarste klok werd anno 1929 hersteld omwille van een barst.